# Grutas de Škocjan
As Grutas de Škocjan são um sistema de grutas e passagens subterrâneas com mais de 6 km de comprimento e atingindo mais de 200 m de profundidade. Situam-se na região do Carso (em esloveno Kras).